# 克伦巴赫 (奥地利)
克伦巴赫（德語：Krumbach）是奥地利下奥地利州维也纳新城城郊县的一个市镇。总面积43.91平方公里，总人口2220人，人口密度50.6人/平方公里（2005年）。